# Ōura Kanetake

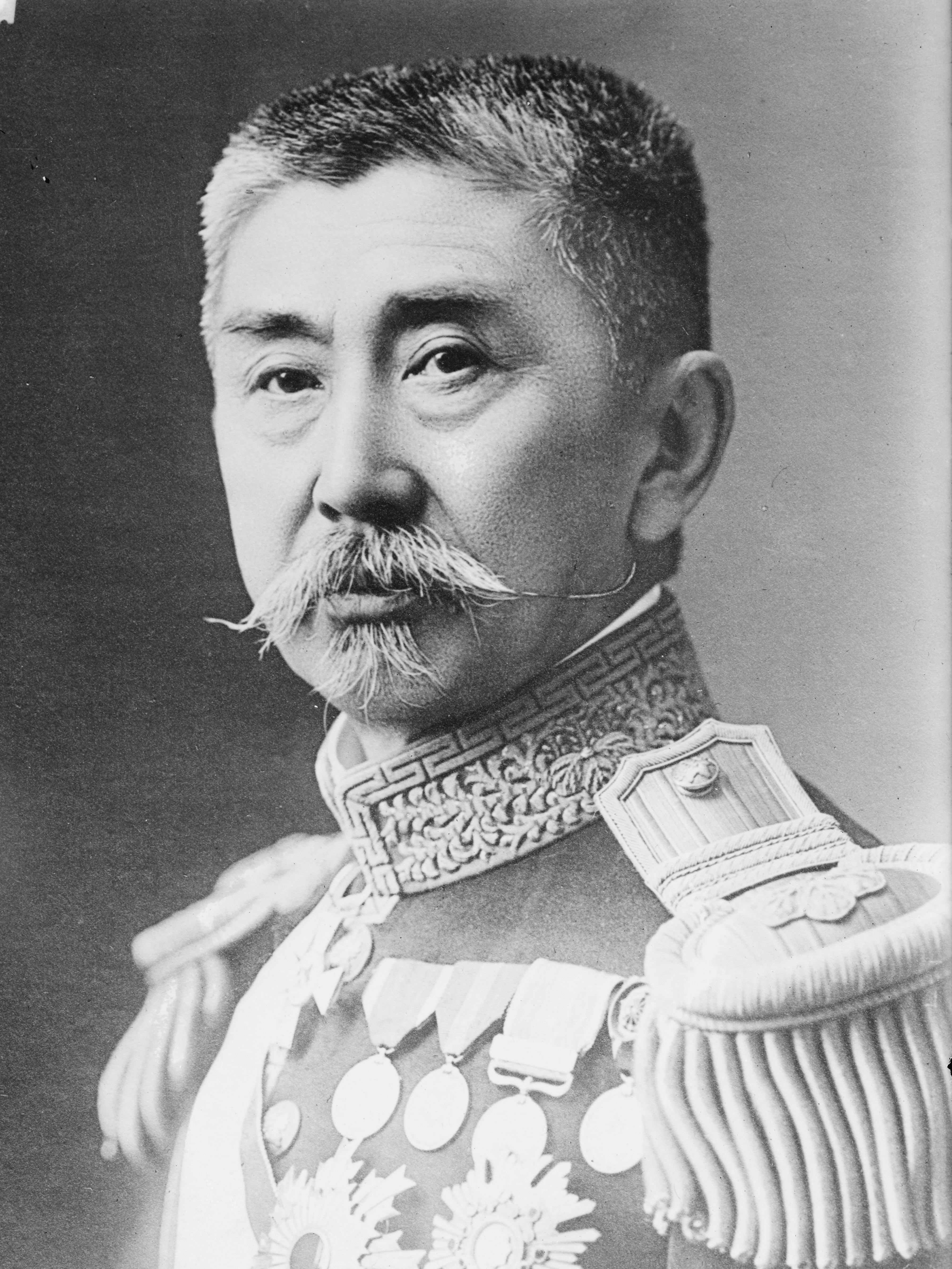
Ōura Kanetake (1915)

Shishaku Ōura Kanetake (jap. 大浦 兼武; * 15. Juni 1850 (gregorianisch)/6.5.Kaei 3 (zeitgenössisch) in Miyanojō, Provinz Satsuma (heute: Satsuma, Präfektur Kagoshima); † 30. September 1918 in Kamakura) war ein japanischer Politiker.

## Leben

### Offizier und Aufstieg zum Polizeipräsidenten von Tokio
Ōura Kanetake, Sohn eines Samurai des vom Shimazu-Klan beherrschten Fürstentums (han) Satsuma bzw. Kagoshima (ab 1871 Präfektur (ken) Kagoshima), nahm zwischen 1868 und 1869 am Boshin-Krieg zwischen dem Tokugawa-Shōgun und der Satsuma-Chōshū-Restaurationsallianz teil, die militärisch Vorläufer der Kaiserlichen Armee, politisch der fortan herrschenden Meiji-Oligarchie war. Durch den Sieg der Restaurationstruppen wurde der Weg zu einer Umgestaltung der Gesellschaft im Zuge der Meiji-Restauration geebnet. Im Anschluss trat er in den Polizeidienst ein, der damals Teil der dem Innenministerium (Naimu-shō) unterstellten Präfekturbehörden war, und wurde zu der am 15. Januar 1874 neugegründeten Polizeibehörde von Tokio (Keishi-chō) versetzt, wo 1875 seine Beförderung zum Inspektor erfolgte. Als Leutnant der Kaiserlichen Armee nahm er 1877 an der Niederschlagung der Satsuma-Rebellion teil, den letzten und größten einer Reihe von Aufständen gegen die neue Regierung. Am 2. Februar 1882 wurde er zum Polizeipräsidenten der Präfektur Osaka ernannt und bekleidete diesen Posten bis zum 25. Dezember 1886, woraufhin Takasaki Chikaaki seine Nachfolge antrat. 1888 wurde er stellvertretender Leiter der Polizei-Abteilung des Innenministeriums und damit Vertreter von Abteilungsleiter Kiyoura Keigo.
Im Anschluss war Ōura zwischen 1893 und 1895 Gouverneur der Präfektur Shimane, von 1895 bis 1896 Gouverneur der Präfektur Yamaguchi, zwischen 1896 und 1898 Gouverneur der Präfektur Kumamoto sowie 1898 Gouverneur der Präfektur Miyazaki. Danach wurde er 1898 zum Generalsuperintendent der Polizeibehörde von Tokio ernannt sowie am 19. März 1900 zum Mitglied des Oberhauses (Kizokuin) des Reichstages (Teikoku-gikai) berufen.

### Minister und Rücktritt wegen des „Ōura-Skandal“

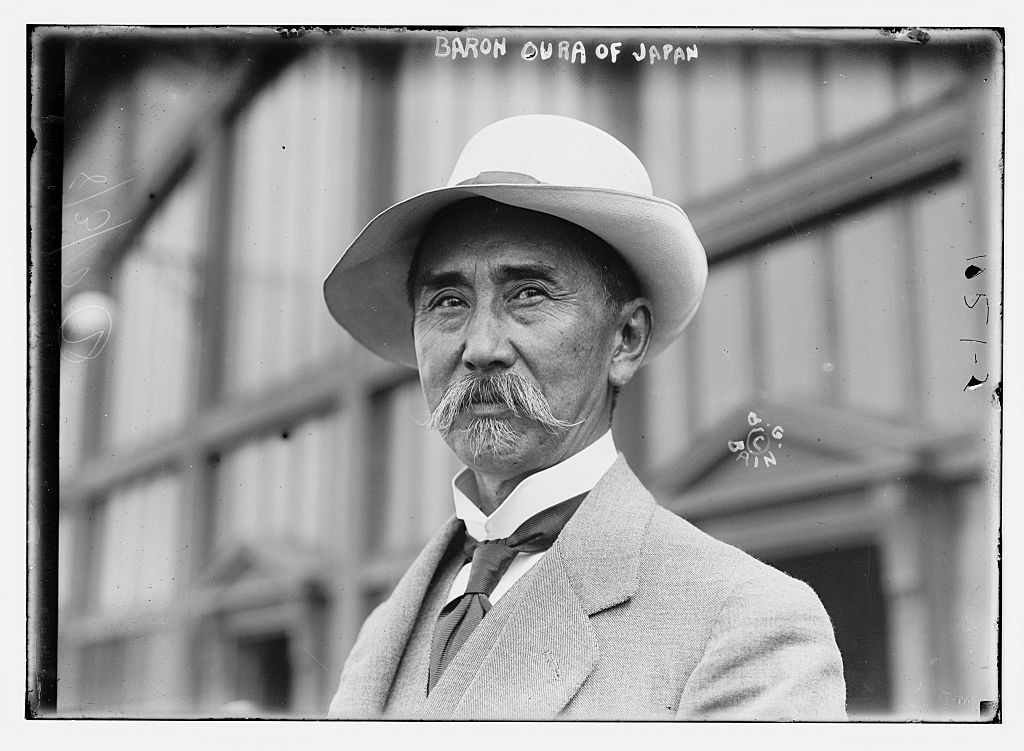
Ōura Kanetaka

Am 22. September 1903 übernahm Ōura Kanetake als Nachfolger von Sone Arasuke den Posten als Kommunikationsminister (Teishin-daijin) im ersten Kabinett Katsura und bekleidete diesen bis zum 7. Januar 1906. Im zweiten Kabinett Katsura bekleidete er zwischen dem 14. Juli 1908 und seiner Ablösung durch Komatsubara Eitarō am 26. März 1910 erstmals das Amt als Minister für Landwirtschaft und Handel (Nōshōmu-daijin). Er fungierte als Präsident der Japan–British Exhibition, die vom 14. Mai bis zum 29. Oktober 1910 als größte internationale Ausstellung des Japanischen Kaiserreiches auf dem Ausstellungsgelände Great White City im Londoner Stadtteil White City stattfand. Am 3. September 1910 löste er wiederum Komatsubara Eitarō ab und fungierte bis zum 30. August 1911 abermals als Minister für Landwirtschaft und Handel. Im dritten Kabinett Katsura fungierte er zwischen dem 21. Dezember 1912 und dem 20. Februar 1913 als Innenminister (Naimu-daijin). Am 23. Dezember 1913 unterstützte er Katsura Tarō und Katō Takaaki bei der Gründung der Vereinigung der Freunde der Verfassung (englisch für die [Rikken] Dōshikai, etwa „[Konstitutionalistische] Vereinigung von Gleichgesinnten/Freunden“).
Im zweiten Kabinett Ōkuma war er vom 16. April 1914 bis zu seiner Ablösung durch Kōno Hironaka am 7. Januar 1915 wieder Minister für Landwirtschaft und Handel. Er selbst wurde daraufhin als Nachfolger von Ōkuma Shigenobu als Innenminister und übte dieses Amt nunmehr bis zu seinem Rücktritt am 30. Juli 1915, woraufhin wieder Ōkuma Shigenobu das übernahm. Grund seines Rücktritts waren Vorwürfe wegen Wahlbetrugs im sogenannten „Ōura-Skandal“ (Ōura jiken), in dem er Gelder der Rikken Dōshikai über den Sekretär des Unterhauses Hayashida Kametarō an Abgeordnete verteilen ließ, damit diese für den vom Kabinett Ōkuma eingereichten Militärhaushalt und die Erweiterung der Kaiserlichen Armee um zwei Divisionen stimmen. Am 3. August 1915 legte er auch sein Mandat im Oberhaus nieder.
Ōura Kanetake, der als Vizegraf (Shishaku) in den erblichen Adel (Kazoku) erhoben wurde, war auch Präsident des Großjapanischen Kampfkunstverbandes (Dainippon Butokukai).

## Hintergrundliteratur
- Sheldon Garon: The State and Labor in Modern Japan, University of California Press, 1987, ISBN 0-520-90980-1
- Junji Banno: The Establishment of the Japanese Constitutional System, Routledge, 2003, ISBN 1-134-78096-6
- Christopher Keaveney: The Cultural Evolution of Postwar Japan: The Intellectual Contributions of Kaizō’s Yamamoto Sanehiko, Springer, 2013, ISBN 1-137-36411-4
- Dimitri Vanoverbeke: Juries in the Japanese Legal System: The Continuing Struggle for Citizen Participation and Democracy, Routledge, 2015, ISBN 1-317-48733-8
- S. Noma (Hrsg.): Ōura Kanetake. In: Japan. An Illustrated Encyclopedia. Kodansha, 1993. ISBN 4-06-205938-X, S. 1175.